# Jens S. Jensen
Jens Håkan Schleimann-Jensen, känd som Jens S. Jensen, född 25 maj 1946 i Enskede församling i Stockholm, död 1 juli 2015 i Kortedala församling i Göteborg, var en svensk författare och fotograf. 
Han var utbildad till arkitekt på Chalmers. Han har publicerat flera böcker med text och bildberättelser om livet i Göteborgsstadsdelen Hammarkullen , arbetslivet på Volvo och sin egen släkthistoria. Jensen är representerad vid bland annat Göteborgs konstmuseum.